# Filip Čihák
Filip Čihák (Plzeň, 10 luglio 1999) è un calciatore ceco, difensore dell'Hradec Králové in prestito dal Viktoria Plzeň.

## Carriera

### Club
Cresciuto nel settore giovanile del Viktoria Plzeň, nella stagione 2018-2019 viene prestato al Jiskra Domažlice dove gioca 28 incontri di terza divisione realizzando due reti; nel 2019 passa in prestito biennale al Pardubice dove debutta fra i professionisti il 19 ottobre in occasione del match di Fotbalová národní liga vinto 1-0 contro il Fotbal Třinec. Nel febbraio 2021 viene acquisito a titolo definitivo dal club, nel frattempo promosso in massima divisione.

### Nazionale
Ha giocato nelle nazionali giovanili ceche Under-18, Under-19 ed Under-20.

## Statistiche

### Presenze e reti nei club
Statistiche aggiornate al 5 ottobre 2021.
| Stagione        | Squadra          | Campionato      | Campionato | Campionato | Coppe nazionali | Coppe nazionali | Coppe nazionali | Coppe continentali | Coppe continentali | Coppe continentali | Altre coppe | Altre coppe | Altre coppe | Totale | Totale |
| Stagione        | Squadra          | Comp            | Pres       | Reti       | Comp            | Pres            | Reti            | Comp               | Pres               | Reti               | Comp        | Pres        | Reti        | Pres   | Reti   |
| --------------- | ---------------- | --------------- | ---------- | ---------- | --------------- | --------------- | --------------- | ------------------ | ------------------ | ------------------ | ----------- | ----------- | ----------- | ------ | ------ |
| 2018-2019       | Jiskra Domažlice | CFL             | 28         | 4          | CRC             | 1               | 0               |                    | -                  | -                  |             | -           | -           | 29     | 4      |
| 2019-2020       | Pardubice B      | CFL             | 9          | 0          |                 | -               | -               |                    | -                  | -                  |             | -           | -           | 9      | 0      |
| 2020-2021       | Pardubice B      | CFL             | 4          | 1          |                 | -               | -               |                    | -                  | -                  |             | -           | -           | 4      | 1      |
| 2019-2020       | Pardubice        | FNL             | 13         | 0          | CRC             | 1               | 0               |                    | -                  | -                  |             | -           | -           | 14     | 0      |
| 2020-2021       | Pardubice        | 1L              | 19         | 1          | CRC             | 0               | 0               |                    | -                  | -                  |             | -           | -           | 19     | 1      |
| 2021-2022       | Pardubice        | 1L              | 9          | 0          | CRC             | 1               | 0               |                    | -                  | -                  |             | -           | -           | 10     | 0      |
| Totale carriera | Totale carriera  | Totale carriera | 82         | 6          |                 | 2               | 0               |                    | -                  | -                  |             | -           | -           | 84     | 6      |

## Palmarès

### Club

#### Competizioni nazionali
- Fotbalová národní liga: 1

Pardubice: 2019-2020